# Іллесгайм
Іллесгайм (нім. Illesheim) — громада в Німеччині, розташована в землі Баварія. Підпорядковується адміністративному округу Середня Франконія. Входить до складу району Нойштадт-на-Айші–Бад-Віндсгайм. Складова частина об'єднання громад Бургбернгайм.
Площа — 21,43 км2. Населення становить 967 ос. (станом на 31 грудня 2020).